# دالیا کنترراس
دالیا کنترراس (انگلیسی: Dalia Contreras؛ زادهٔ ۲۰ سبتامبر ۱۹۸۳) ورزشکار تکواندو اهل ونزوئلا است.
وی در مسابقات کشوری و بین‌المللی در مجموع برندهٔ ۳ مدال طلا، ۱ مدال نقره و ۳ مدال برنز شده‌است.